# Откровение Иоанна Богослова, 3

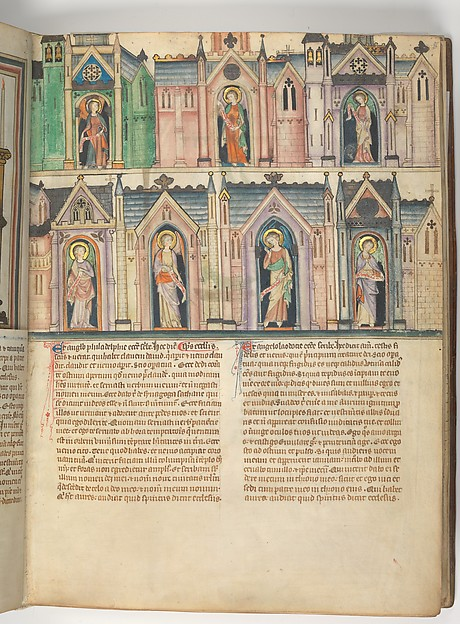
«Семь церквей Азии», Cloisters Apocalypse, ок. 1300

Откровение Иоанна Богослова, Глава 3 — третья глава Книги Апокалипсиса (3:1—22). В ней Иоанн продолжает тему, намеченную в предыдущей главе, и озвучивает послания к оставшимся 3 из 7 церквей Асии.

## Структура
- Обращение к Сардийской церкви (1-6)
- Обращение к Филадельфийской церкви (7-13)
- Обращение к Лаодикийской церкви (14-22)

## Содержание
Глава содержит послания к 3 из 7 церквей:
- Сардис — церковь, которой нужно вспомнить увиденное и услышанное (Отк. 3:1). Это «мёртвая церковь».
- Филадельфия (ныне Алашехир) — возлюбленная Богом церковь (Отк. 3:7). Это «верная церковь».
- Лаодикия (восточнее Денизли) — основная проблема: «ни холоден, ни горяч» (Отк. 3:14). Это «осуждённая церковь».

Структура посланий ко всем 7 церквям построена по одному и тому же принципу:
| [Кому]                              | напиши: так говорит …                                                                                          | знаю дела твои, и … | Но имею против тебя то, что … | [будущее время] | [о Николаитах] | Имеющий ухо (слышать) да слышит, что Дух говорит церквам: … |
| ----------------------------------- | --- | --- | --- | --- | --- | --- |
| 2:1 Ангелу Ефесской церкви          | Держащий семь звезд в деснице Своей, Ходящий посреди семи золотых светильников                                 | 2:2 … труд твой, и терпение твое, и то, что ты не можешь сносить развратных, и испытал тех, которые называют себя апостолами, а они не таковы, и нашёл, что они лжецы; 2:3 ты много переносил и имеешь терпение, и для имени Моего трудился и не изнемогал. | 2:4 … ты оставил первую любовь твою. | 2:5 Итак вспомни, откуда ты ниспал, и покайся, и твори прежние дела; а если не так, скоро приду к тебе, и сдвину светильник твой с места его, если не покаешься. | 2:6 Впрочем то в тебе, что ты ненавидишь дела Николаитов, которые и Я ненавижу.                                                                           | 2:7 … побеждающему дам вкушать от древа жизни, которое посреди рая Божия |
| 2:8 И Ангелу Смирнской церкви       | Первый и Последний, Который был мертв, и се, жив                                                               | 2:9 … скорбь, и нищету (впрочем ты богат), и злословие от тех, которые говорят о себе, что они Иудеи, а они не таковы, но сборище сатанинское. | | 2:10 Не бойся ничего, что тебе надобно будет претерпеть. Вот, диавол будет ввергать из среды вас в темницу, чтобы искусить вас, и будете иметь скорбь дней десять. Будь верен до смерти, и дам тебе венец жизни. | | 2:11 … побеждающий не потерпит вреда от второй смерти. |
| 2:12 И Ангелу Пергамской церкви     | Имеющий острый с обеих сторон меч                                                                              | 2:13 … что ты живешь там, где престол сатаны, и что содержишь имя Мое, и не отрекся от веры Моей даже в те дни, в которые у вас, где живёт сатана, умерщвлен верный свидетель Мой Антипа.                                                                   | 2:14 … есть у тебя там держащиеся учения Валаама, который научил Валака ввести в соблазн сынов Израилевых, чтобы они ели идоложертвенное и любодействовали. | | 2:15 Так и у тебя есть держащиеся учения Николаитов, которое Я ненавижу. 2:16 Покайся; а если не так, скоро приду к тебе и сражусь с ними мечом уст Моих. | 2:17 … побеждающему дам вкушать сокровенную манну, и дам ему белый камень и на камне написанное новое имя, которого никто не знает, кроме того, кто получает.                                                                                              |
| 2:18 И Ангелу Фиатирской церкви     | Сын Божий, у Которого очи, как пламень огненный, и ноги подобны халколивану                                    | 2:19 … любовь, и служение, и веру, и терпение твое, и то, что последние дела твои больше первых. | 2:20 … ты попускаешь жене Иезавели, называющей себя пророчицею, учить и вводить в заблуждение рабов Моих, любодействовать и есть идоложертвенное. 2:21 Я дал ей время покаяться в любодеянии её, но она не покаялась. 2:22 Вот, Я повергаю её на одр и любодействующих с нею в великую скорбь, если не покаются в делах своих. 2:23 И детей её поражу смертью, и уразумеют все церкви, что Я есмь испытующий сердца и внутренности; и воздам каждому из вас по делам вашим. | 2:24 Вам же и прочим, находящимся в Фиатире, которые не держат сего учения и которые не знают так называемых глубин сатанинских, сказываю, что не наложу на вас иного бремени; 2:25 только то, что имеете, держите, пока приду. | | 2:26 Кто побеждает и соблюдает дела Мои до конца, тому дам власть над язычниками, 2:27 и будет пасти их жезлом железным; как сосуды глиняные, они сокрушатся, как и Я получил [власть] от Отца Моего; 2:28 и дам ему звезду утреннюю. 2:29 [см. заголовок] |
|                                     | | | | | | |
| 3:1 И Ангелу Сардийской церкви      | Имеющий семь духов Божиих и семь звезд                                                                         | … ты носишь имя, будто жив, но ты мертв. 3:2 Бодрствуй и утверждай прочее близкое к смерти; ибо Я не нахожу, чтобы дела твои были совершенны пред Богом Моим.                                                                                               | | 3:3 Вспомни, что ты принял и слышал, и храни и покайся. Если же не будешь бодрствовать, то Я найду на тебя, как тать, и ты не узнаешь, в который час найду на тебя. 3:4 Впрочем у тебя в Сардисе есть несколько человек, которые не осквернили одежд своих, и будут ходить со Мною в белых [одеждах], ибо они достойны. | | 3:5 Побеждающий облечется в белые одежды; и не изглажу имени его из книги жизни, и исповедаю имя его пред Отцем Моим и пред Ангелами Его. 3:6 [см. заголовок]                                                                                              |
| 3:7 И Ангелу Филадельфийской церкви | Святый, Истинный, имеющий ключ Давидов, Который отворяет — и никто не затворит, затворяет — и никто не отворит | 3:8 … вот, Я отворил перед тобою дверь, и никто не может затворить её; ты не много имеешь силы, и сохранил слово Мое, и не отрекся имени Моего. | | 3:9 Вот, Я сделаю, что из сатанинского сборища, из тех, которые говорят о себе, что они Иудеи, но не суть таковы, а лгут, — вот, Я сделаю то, что они придут и поклонятся пред ногами твоими, и познают, что Я возлюбил тебя. 3:10 И как ты сохранил слово терпения Моего, то и Я сохраню тебя от годины искушения, которая придет на всю вселенную, чтобы испытать живущих на земле. 3:11 Се, гряду скоро; держи, что имеешь, дабы кто не восхитил венца твоего. | | 3:12 Побеждающего сделаю столпом в храме Бога Моего, и он уже не выйдет вон; и напишу на нём имя Бога Моего и имя града Бога Моего, нового Иерусалима, нисходящего с неба от Бога Моего, и имя Мое новое. 3:13 [см. заголовок]                             |
| 3:14 И Ангелу Лаодикийской церкви   | Аминь, свидетель верный и истинный, начало создания Божия                                                      | 3:15 … ты ни холоден, ни горяч; о, если бы ты был холоден, или горяч! | | 3:16 Но, как ты тепл, а не горяч и не холоден, то извергну тебя из уст Моих. 3:17 Ибо ты говоришь: «я богат, разбогател и ни в чём не имею нужды»; а не знаешь, что ты несчастен, и жалок, и нищ, и слеп, и наг. 3:18 Советую тебе купить у Меня золото, огнём очищенное, чтобы тебе обогатиться, и белую одежду, чтобы одеться и чтобы не видна была срамота наготы твоей, и глазною мазью помажь глаза твои, чтобы видеть. 3:19 Кого Я люблю, тех обличаю и наказываю. Итак будь ревностен и покайся. 3:20 Се, стою у двери и стучу: если кто услышит голос Мой и отворит дверь, войду к нему, и буду вечерять с ним, и он со Мною. | | 3:21 Побеждающему дам сесть со Мною на престоле Моем, как и Я победил и сел с Отцем Моим на престоле Его. 3:22 [см. заголовок] |

### Упомянуты
- Семь церквей Апокалипсиса
- Ключ Давидов
- Се, стою у двери и стучу
- Ни холоден, ни горяч

## Толкование
Бог в этой главе дает себе очередное прозвание «Святый Истинный, имеющий ключ Давидов». Образ Ключа Давидова проник в книгу из пророчества Исайи, это таинственный ключ в Царство Божие.
Знаменитая фраза «ты ни холоден, ни горяч; о, если бы ты был холоден, или горяч! Но, как ты тепл, а не горяч и не холоден, то извергну тебя из уст Моих» (3:15-16), возможно, не просто красивый образ, а отсылка к географическим подробностям местности: в 10 км от Лаодикеи рядом с городом Иераполем были целебные горячие источники. Когда вода дотекала до Лаодикеи, она становилась еле теплой и противной на вкус, возможно, этим объясняется стих 16. Холодная же вода горных родников близ Колосс, что в 15 км от Лаодикеи, освежала и утоляла жажду.

## Иконография
Третья глава «Книги Апокалипсиса», как и аналогичная ей вторая редко иллюстрировалась в других жанрах, кроме западноевропейской средневековой миниатюры, хотя встречаются и зависимые от нее витражи. Традиционно это три однообразные миниатюры, на каждой из которых изображается Иоанн вместе с ангелом, дающим ему послание к какой-либо Церкви, название города может быть подписано. Либо же эти три здания могут быть совмещены на одном листе. В позднеготическую эпоху, например, в рукописи Apocalypse flamande (BNF Néerl3), может возникнуть более сложная комбинация — в данном случае, на листе совместились все 3 церкви, а также появились образы, упомянутые в обличительной речи. Однако менее подробные циклы иллюстраций этой и следующей главами обычно пренебрегали.
От иллюстрирования предыдущей главы 3-ю отличает возникновение мотива Ключа Давида и открытой двери, а также тема «Се, стою у двери и стучу» (3:20), которая приобретет популярность в XIX веке, в частности, в картине прерафаэлита Уильяма Холмана Ханта «Свет мира» и поздних витражах и гравюрах той же иконографии. Впрочем, этот сюжет также основан на словах из «Евангелия от Иоанна» (8:12) «Я свет мира».

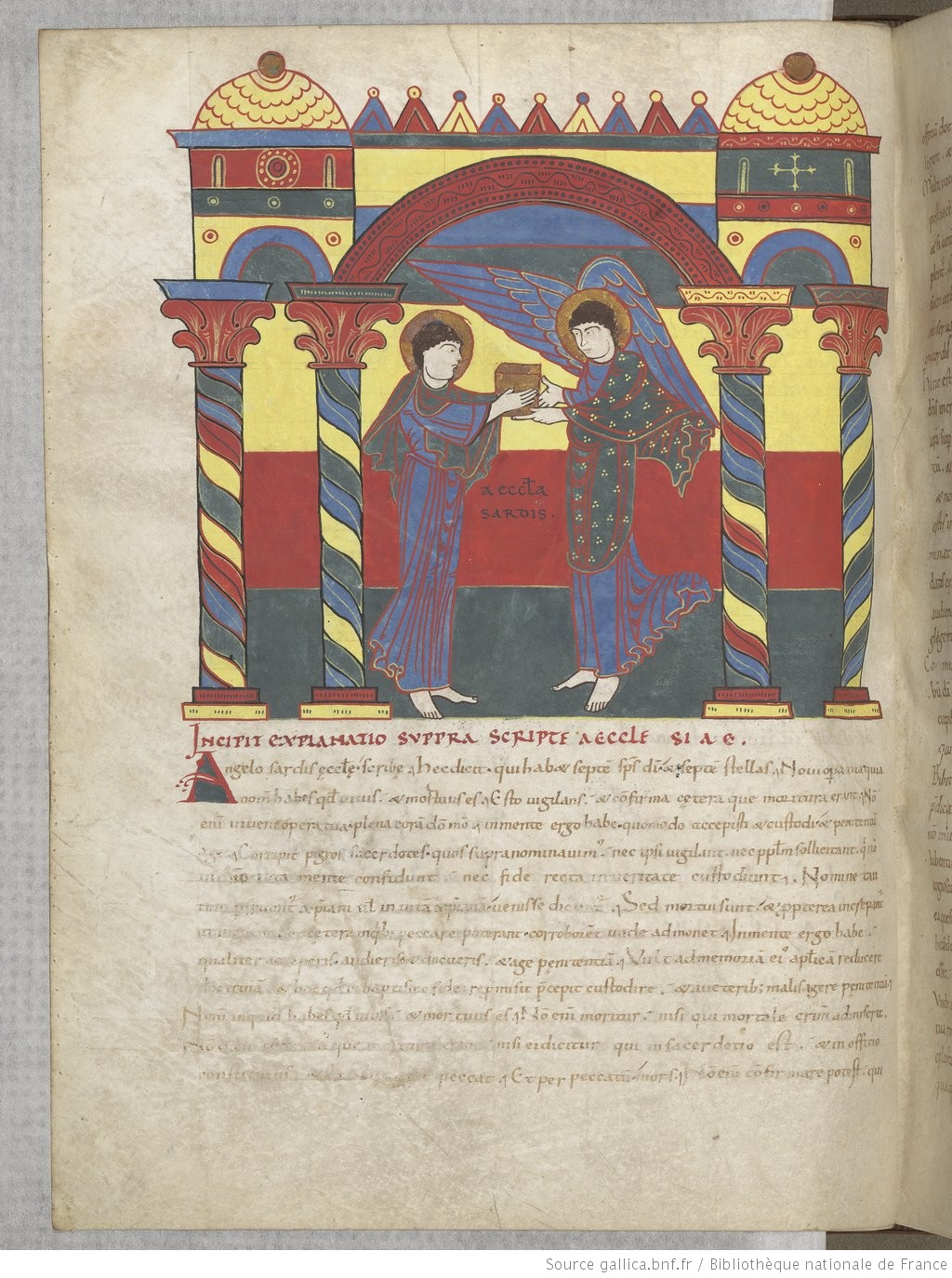
«Послание в Сардис», миниатюры из «Saint-Sever Beatus», XI век
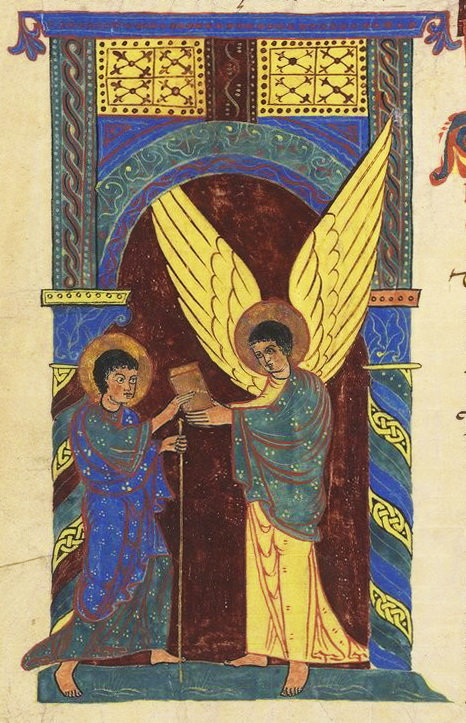
«Послание в Филадельфию»
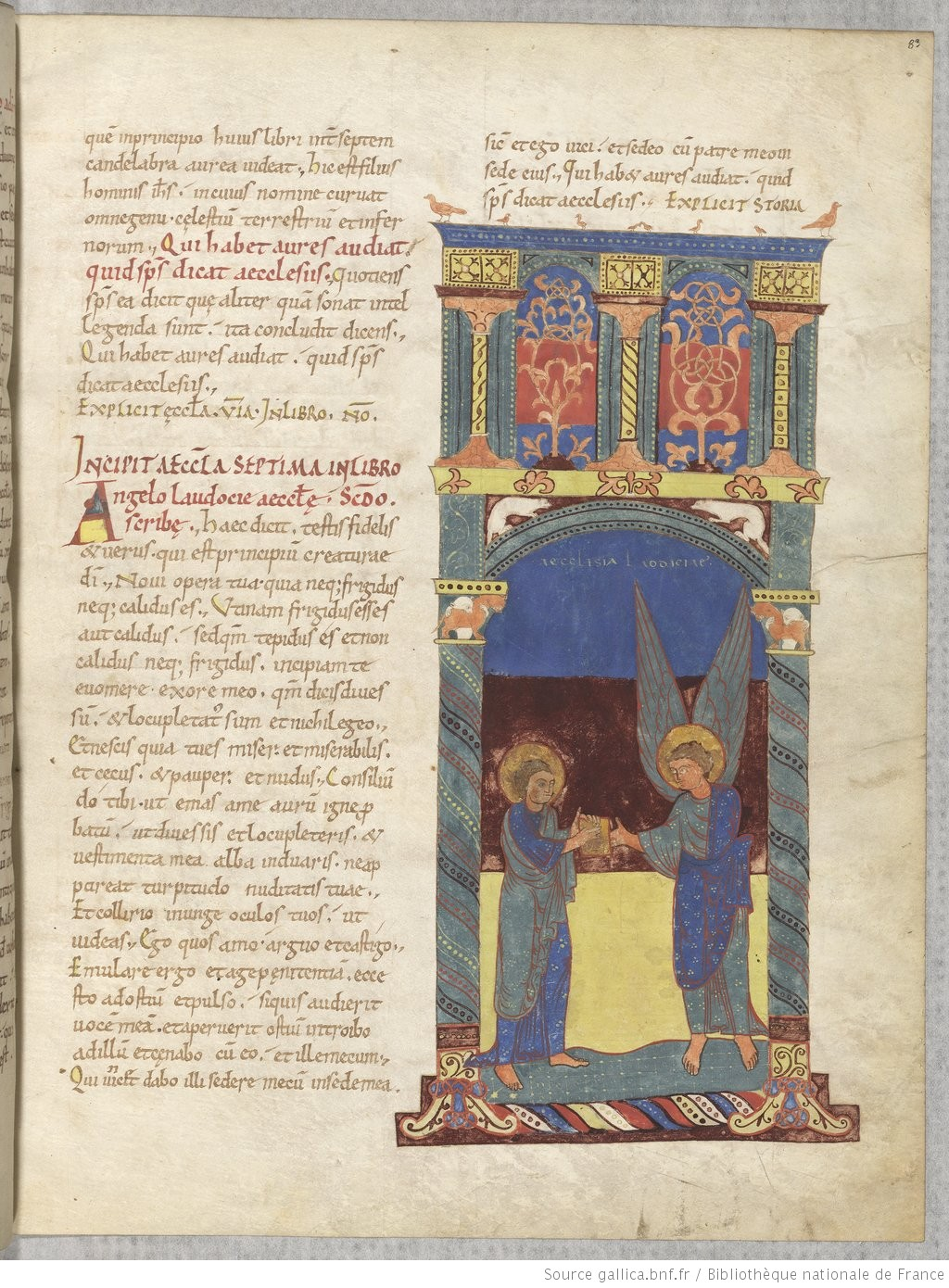
«Послание в Лаодикею»
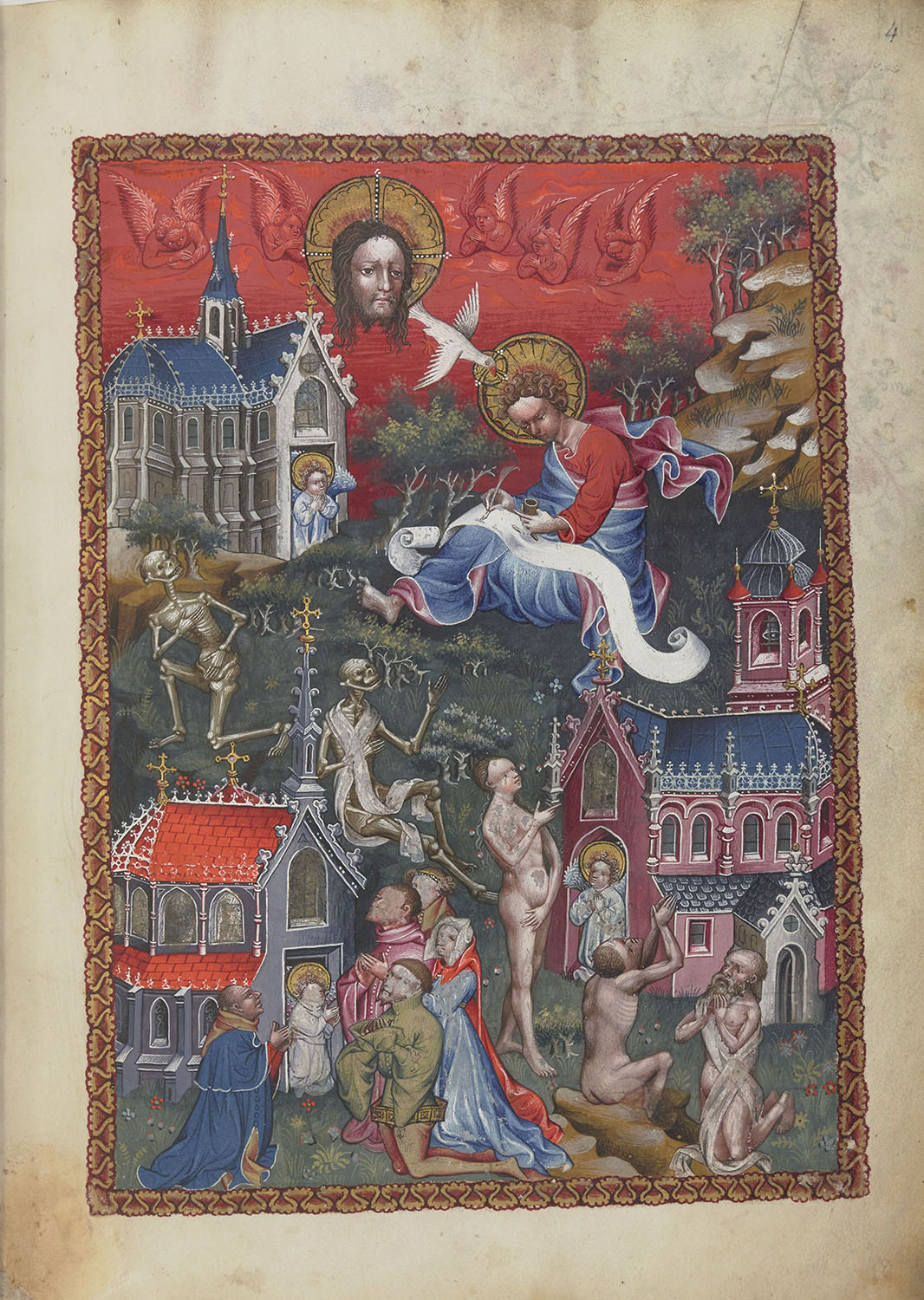
Иллюстрация ко 3-й главе, Apocalypse flamande, XV век
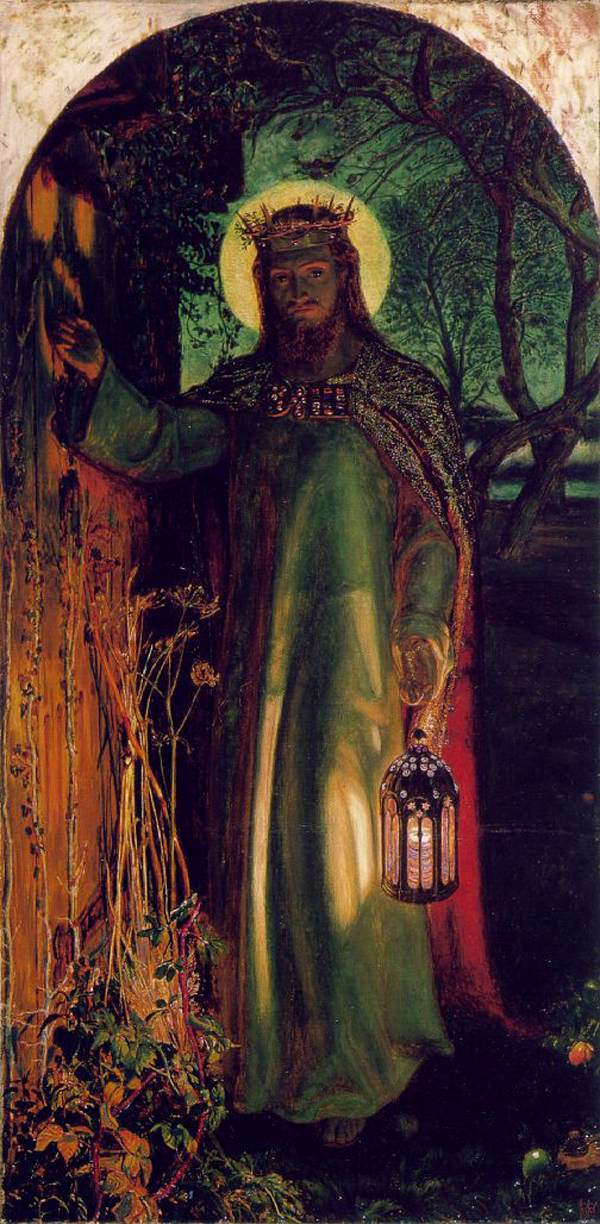
Уильям Холман Хант, «Свет мира», 1853-54